# Аррієта (Біская)
Аррієта (баск. Arrieta, ісп. Arrieta) — муніципалітет в Іспанії, у складі автономної спільноти Країна Басків, у провінції Біская. Населення — 551 особа (2009).
Муніципалітет розташований на відстані близько 330 км на північ від Мадрида, 14 км на північний схід від Більбао.
На території муніципалітету розташовані такі населені пункти: (дані про населення за 2009 рік)
- Агірре: 81 особа
- Яїнко-Олеага: 106 осіб
- Лібао: 262 особи
- Олачуа-Олабаррі: 102 особи

## Демографія
Динаміка населення (INE ):

## Галерея зображень

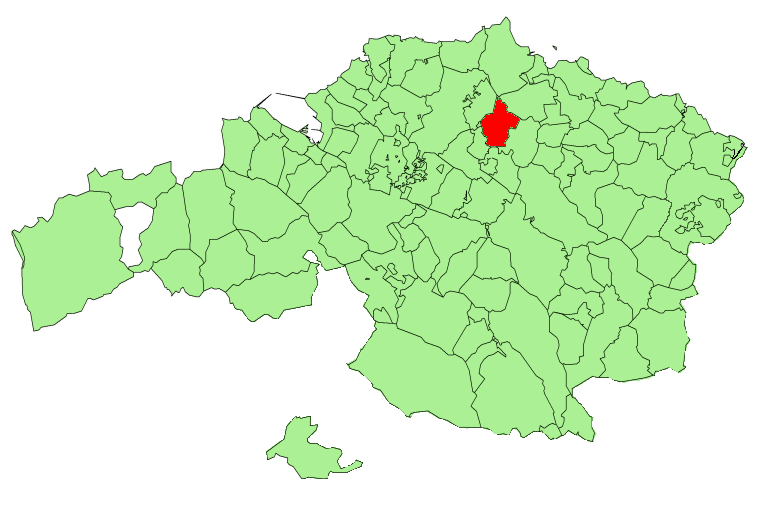
Розташування муніципалітету